# Список депутатов 11-го Сейма Латвии

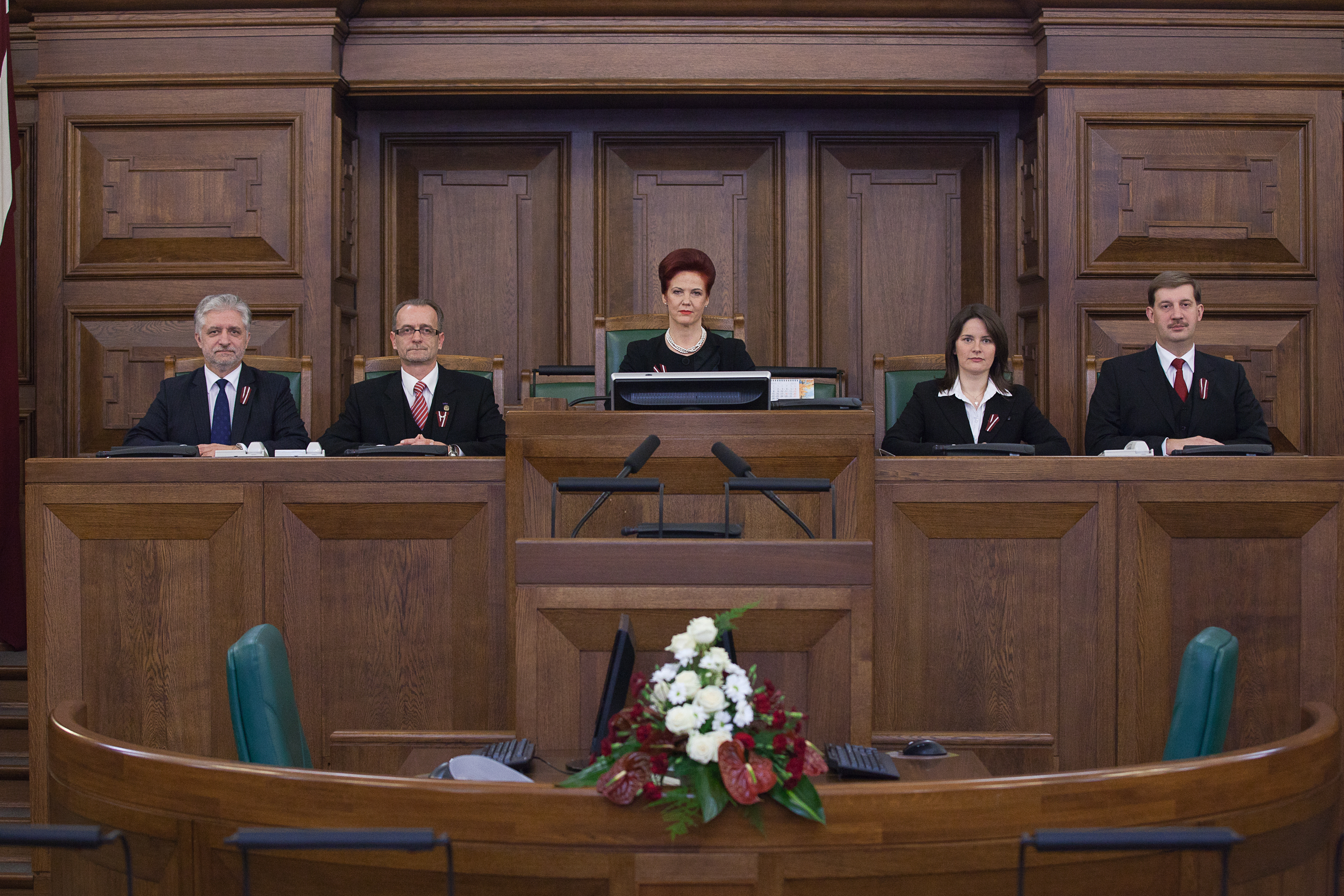
Президиум 11-го Сейма.
В центре — председатель Сейма Солвита Аболтыня.

Полный список депутатов Сейма Латвии 2011—2014 годов, избранных на парламентских выборах 2011 года.

## «Центр согласия»
Избран 31 депутат:
1. Янис Урбанович
2. Андрей Клементьев
3. Артурс Рубикс
4. Борис Цилевич
5. Николай Кабанов
6. Сергей Мирский
7. Игорь Пименов
8. Михаил Землинский
9. Ирина Цветкова
10. Игорь Мельников
11. Сергей Потапкин
12. Никита Никифоров
13. Игорь Зуев
14. Сергей Долгополов
15. Янис Адамсонс
16. Иван Клементьев
17. Виктор Яковлев
18. Александр Саковский
19. Иван Рыбаков
20. Янис Тутин
21. Раймондс Рубикс
22. Елена Лазарева
23. Дмитрий Родионов
24. Александр Якимов
25. Владимир Никонов
26. Марьяна Иванова-Евсеева
27. Валерий Агешин
28. Андрейс Элксниньш
29. Виталий Орлов
30. Иварс Зариньш
31. Владимирс Рескайс

## Партия реформ Затлерса
Избрано 16 депутатов:
1. Эдмундс Спруджс
2. Вячеслав Домбровский
3. Карлис Эньгелис
4. Инга Бите
5. Валдис Лиепиньш
6. Валдис Затлерс
7. Ромуальд Ражукс
8. Гунарс Русиньш
9. Элина Силиня
10. Занда Калниня-Лукашевица
11. Янис Упениекс
12. Гунтарс Билсенс
13. Юрис Вилюмс
14. Гунарс Игаунис
15. Инесе Либиня-Эгнере
16. Инита Бишофа
17. Янис Юнкурс
18. Эдмундс Демитерс
19. Клавс Олштейнс
20. Янис Озолиньш
21. Инга Ванага
22. Виктор Валайнис

Серым цветом помечены депутаты, заявившие о своём выходе из партии с целью создания независимой группы депутатов.

## «Единство»
Избрано 20 депутатов:
1. Андрис Вилкс
2. Оярс Калниньш
3. Андрей Юдин
4. Илзе Винькеле
5. Андрис Буйкис
6. Ингуна Рибена
7. Валдис Домбровскис
8. Артис Пабрикс
9. Илма Чепане
10. Айнарс Латковскис
11. Ина Друвиете
12. Дзинтарс Абикис
13. Эдвард Смилтенс
14. Алексей Лоскутов
15. Янис Лачплесис
16. Солвита Аболтиня
17. Янина Курсите
18. Атис Леиньш
19. Дзинтарс Закис
20. Янис Рейрс

## Объединение «Всё для Латвии!» — «Отечеству и свободе»/ДННЛ
Избрано 14 депутатов:
1. Эйнарс Цилинскис
2. Дзинтарс Расначс
3. Илмарс Латковскис
4. Давис Сталтс
5. Райвис Дзинтарс
6. Янис Домбрава
7. Инара Мурниеце
8. Романс Наудиньш
9. Карлис Креслиньш
10. Инесе Лайзане
11. Гайдис Берзиньш
12. Дзинтарс Кудумс
13. Имантс Парадниекс
14. Винета Пориня

## Союз «зеленых» и крестьян
Избрано 13 депутатов:
1. Раймондс Вейонис
2. Карлис Сержантс
3. Янис Дуклавс
4. Ингмарс Лидака
5. Ивета Григуле
6. Янис Клаужс
7. Рихардс Эйгимс
8. Дана Рейзниеце-Озола
9. Айя Барча
10. Янис Вуцанс
11. Аугустс Бригманис
12. Андрис Берзиньш
13. Улдис Аугулис